# 埃洛尔迪亚尔
埃洛尔迪亚尔，是西班牙卡斯蒂利亚-拉曼恰瓜达拉哈拉省的一个市镇。总面积30平方公里，总人口44人（2001年），人口密度1人/平方公里。